# 彰98線
彰98線(北斗～十張犁) ，是位於彰化縣田中鎮與北斗鎮的一條鄉道，北起中斗路、中華路、復興路、民權路、東斗路、斗苑路一段，南至斗中路二段，全長6.723公里。

## 路線說明
- 北斗鎮：北斗（起點，中斗路、中華路、復興路、民權路、東斗路、斗苑路一段）→興農路二段→興農路一段→民生路→鄉鎮交界

- 田中鎮：鄉鎮交界→民生路→十張犁（終點，斗中路二段）

## 交會公路
- 中斗路
- 中華路
- 中新路(彰89-1線)
- 大新路
- 斗中路二段